# Gottfried Döhn
Gottfried Döhn   (Dresden, 10 de juny de 1951) és un remer alemany, ja retirat, que va competir sota bandera de la República Democràtica Alemanya durant la dècada de 1970.
El 1976 va prendre part en els Jocs Olímpics d'Estiu de Mont-real, on guanyà la medalla d'or en la prova del vuit amb timoner del programa de rem. Quatre anys més tard, als Jocs de Moscou, guanyà una nova medalla d'or, en aquesta ocasió en la prova del quatre amb timoner. Formà equip amb Dieter Wendisch, Ullrich Diessner, Walter Diessner i Andreas Gregor.
En el seu palmarès també destaquen tres medalles d'or al Campionat del Món de rem, el 1975, 1977 i 1978, la primera en el vuit amb timoner i les següents en el quatre amb timoner. També guanyà una medalla d'or en el quatre sense timoner al Campionat d'Europa de rem de 1973 i cinc campionats nacionals.